# Jacobus Henricus van 't Hoff
Jacobus Henricus van 't Hoff (30. srpna 1852 – 1. března 1911) byl nizozemský chemik. Tento ve své době velice vlivný teoretický chemik získal jako první člověk v roce 1901 Nobelovu cenu za chemii.

## Biografie
Narodil se v Rotterdamu jako syn lékaře. Už od útlého věku se zajímal o přírodní vědy. Oproti přáním svého otce začal se studiem chemie. Studovat začal na Delftském polytechnickém institutu, potom na leidenské univerzitě, následně v Bonnu v Německu, kde studoval s Friedrichem Kekulé, poté v Paříži a dostudoval na univerzitě v Utrechtu, kde dostal doktorát v roce 1874. V roce 1878 se van't Hoff oženil s Johannou Francinou Meesovou. Měli spolu čtyři děti, dvě dcery a dva syny.
Ještě před obdržením doktorátu zveřejnil svůj první příspěvek do organické chemie. V roce 1874 usoudil, že chemické vazby mezi atomy uhlíku směřují do rohů pravidelného čtyřstěnu. Tuto myšlenku sdílel s francouzským chemikem Josephem Le Belem. V roce 1884 publikoval své výzkumy z chemie pojmenované Études de Dynamique chimique. O rok později byl jmenován členem Nizozemské královské akademie věd. V roce 1886 dokázal podobnost mezi chováním zředěných roztoků a plynů. Van't Hoff se stal profesorem chemie a fyziky v Utrechtu. Poté začal pracovat jako učitel chemie, mineralogie a geologie na univerzitě v Amsterdamu, kde pracoval téměř 18 let. V roce 1896 se odstěhoval do Německa se stal profesorem na Pruské univerzitě v Berlíně. V roce 1901 se stal první nositelem Nobelovy ceny za chemii. Toto ocenění získal za objev zákonů chemické dynamiky a osmotického tlaku v roztocích.
Ve své době byl snad nejlepším chemikem celého světa. Je považován za jednoho z největších chemiků všech dob společně s Francouzi Antoinem Lavoisierem, Louisem Pasteurem a německým chemikem Friedrichem Wöhlerem. Rok 1901, ve kterém získal Nobelovu cenu, je považován za vrchol jeho kariéry. Tento velikán organické a fyzikální chemie zemřel 1. března 1911 ve Steglitzi u Berlína.